# Lied der Ströme
Lied der Ströme ist ein deutscher Dokumentarfilm der DDR-Filmproduktionsgesellschaft DEFA, der 1954 unter Regie von Joris Ivens entstand.

## Handlung
Gleichnishafter Film über das Leben von Arbeitern in den verschiedensten Teilen der Welt, deren Schicksal und deren Hoffnung auf Frieden symbolhaft von den Flüssen, die ihre Heimatländer durchströmen, erzählt wird. Auf dem dritten Kongress des Weltgewerkschaftsbundes in Wien 1953 nehmen die Forderungen der Arbeiter konkrete Gestalt an.

## Hintergrund
Die Filmmusik komponierte Dmitri Schostakowitsch, den Text schrieb Bertolt Brecht. Bei den Filmaufnahmen dirigierte der Berliner Kapellmeister Walter Raatzke den Chor und das Rundfunkorchester Leipzig. Künstlerisch wirkten u. a. Ernst Busch und Paul Robeson mit. Die Erstaufführung fand am 17. September 1954 in Berlin statt.

## Kritik
Ivens besingt in einem visuellen Gedicht die Lebensumstände der an den weltgrößten Flüssen Wolga, Mississippi, Nil, Ganges, Amazonas und Yangtse lebenden Arbeiter und Bauern. Der Film stellt der Metaphorik einer in unversöhnliche Blöcke gespaltenen Welt das affektive Bild einer alle Grenzen überwindenden, zusammenfließenden Menschheit entgegen.
»Ivens setzt ein beeindruckendes Weltpanorama zusammen, einen sozialen Querschnitt globalen Zuschnitts. Ein in der Nachkriegsfilmgeschichte einmaliges und seither auch nicht wiederholtes Unternehmen.« (Günter Agde)

## Auszeichnung
- 1954: Preis des Komitees für eine bessere Welt auf dem Internationalen Filmfestival Karlovy Vary sowie  Internationaler Friedenspreis des Weltfriedensrates.

## Veröffentlichung
Der Film ist auf DVD erhältlich.